# Okkert Brits
Okkert Brits (* 22. srpna 1973 Uitenhage) je bývalý jihoafrický reprezentant ve skoku o tyči. Čtyřikrát vyhrál mistrovství Afriky v atletice (1992, 1993, 1998, 2006) a dvakrát Africké hry (1995 a 1999). Byl třetí na mistrovství světa juniorů v atletice 1992, na seniorském světovém šampionátu obsadil 4. místo v roce 1995, 10. místo v roce 1999 a na MS 2003 skončil druhý za Italem Giuseppem Gibiliscem. Získal bronzovou medaili na halovém mistrovství světa v atletice 1995 získal bronzovou medaili, vyhrál Hry Commonwealthu v roce 2002. Na Letních olympijských hrách 2000 skončil ve finále sedmý. V roce 1995 vytvořil v Kolíně nad Rýnem svůj osobní rekord 603 cm, což byl nejlepší světový výkon roku a je (k roku 2019) jediným africkým tyčkařem, který překonal šestimetrovou hranici. V roce 2003 měl pozitivní test na efedrin; omluvil se, že neznal složení energetického přípravku, který užíval, a vyvázl vzhledem k dosavadní bezúhonnosti pouze s napomenutím.